# 유지하
유지하(柳知廈, 1999년 6월 1일~)는 대한민국의 축구 선수로, 포지션은 수비수이다. 현재 K리그2의 전남 드래곤즈 소속이다.

## 어린 시절
아버지의 일로 인해 초등학교 5학년 겨울에 일본을 방문해 아자미노 FC, 요코하마 F·마리노스 유소년팀에 입단했다.